# Circoniscus gaigei
Circoniscus gaigei is een pissebed uit de familie Scleropactidae. De wetenschappelijke naam van de soort is voor het eerst geldig gepubliceerd in 1917 door Pearse.